# 洪瑞珍
洪瑞珍（1950年12月20日—2008年8月3日），嘉義縣新港鄉人，臺灣唸歌藝術工作者，金曲獎最佳專輯製作人獎得主。

## 生平
洪瑞珍出生於1950年，自幼便在熱愛音樂的環境成長，受日本教育的父母非常喜歡唱日文歌，家中親戚同樣喜愛歌唱。洪瑞珍高中學習鋼琴，大學就讀中國文化大學音樂學系聲樂組，專精於西洋歌劇、藝術歌曲。畢業後，洪瑞珍在YAMAHA音樂教室教授鋼琴。:144發現自己熟悉的音樂和鄉親所唱的音樂之間的隔閡後，洪瑞珍從1983年起，在文化大學音樂學系學長王振義介紹下，師從楊秀卿學習歌仔唸歌、月琴彈唱，並以此轉移對亡夫的思念之情。此外，洪瑞珍也向台語名師洪惟仁學習台語聲調，掌握「按詞配曲」的訣竅。1994年，洪瑞珍改編臺語詩人陳明仁的詩作，譜曲創創作出《心悶》，表達了對亡夫的思念之情。:145
1994年，洪瑞珍開始在綠色和平電台與楊秀卿、楊再興共同主持唸歌節目「古月琴聲」，之後也於臺北電台、臺北勞工教育廣播電台擔任主持。翌年，洪瑞珍在臺灣婦女會教授月琴彈唱，學生以中年人居多。1999年，洪瑞珍參加二二八紀念館的「臺灣民俗戲曲饗宴」，2000年至2006年製作國家音樂演奏廳、國立傳統藝術中心、臺北市文化局的多場演出。
2001年，洪瑞珍檢查發現罹患乳癌第三期，之後在病友團體中教唱「臺灣歌仔調」，漸漸走出病症陰霾。2002年底，洪瑞珍成立「洪瑞珍唸歌團」（2008年改名「臺灣唸歌團」），國寶級說唱藝人楊秀卿、楊再興、鄭來好、王玉川、陳美珠亦為成員，期望挖掘更多後起之秀。。此外，洪瑞珍也出版《哪吒鬧東海》、《廖添丁傳奇》、《楊秀卿臺灣唸歌》等有聲書，傳播楊秀卿的說唱音樂。
2006年，洪瑞珍榮獲行政院新聞局第十七屆金曲獎最佳專輯製作人獎。，翌年赴加拿大參加溫哥華台裔協會的「台裔傳統週」演出。2008年8月3日，洪瑞珍因骨癌於臺北病逝。

## 影響
洪瑞珍在許多教育機構開班傳授月琴說唱藝術，鄭美、賈雄秋、接手「洪瑞珍唸歌團」的葉文生皆是她的學生。:23-24

## 作品

### 出版物
- 《月琴唸歌集》（CD、歌譜）
- 《廖添丁傳奇》（楊秀卿臺灣民謠說唱）
- 《洪瑞珍个鹹酸甜世界》（CD）
- 《哪吒鬧東海》（楊秀卿臺灣民謠說唱）
- 《臺灣唸歌》（CD、書）

### 說唱歌曲
- 《心悶》
- 《鹹酸甜》
- 《故鄉的田園》
- 《行咱的路》
- 《菅芒花》
- 《娘佮嫺》
- 《牽手》
- 《阮的故鄉》[2]:145